# Pontiac (Illinois)
Pontiac – miasto w Stanach Zjednoczonych, w stanie Illinois, siedziba administracyjna hrabstwa Livingston.